# Diamond Aircraft
Diamond Aircraft Industries je kitajski proizvajalec letal splošnega letalstva in motornih jadralnih letal s sedežem v Avstriji. Je tretji največji proizvajalec letal za sektor športnih letal in ima proizvodne obrate v Dunajskem Novem mestu v Spodnji Avstriji in v Londonu v Ontariu v Kanadi ter druge proizvodne linije, ki delujejo kot skupna podjetja v drugih državah, kot je Kitajska.
Podjetje je leta 1981 ustanovil avstrijski letalski konstruktor Wolf Hoffmann, takrat se je imenovalo Hoffmann Flugzeugbau. Njegovo prvo letalo, motorno jadralno letalo, sprva znano kot HK36 Dimona, je postalo komercialno uspešno in vodilo do izboljšanih modelov in nadaljnjih tipov letal, ki izhajajo iz njega. Po več spremembah lastništva in poimenovanja je podjetje leta 1998 prejelo ime Diamond Aircraft Industries. Do te točke je Diamond proizvajal vrsto lahkih letal, vključno z Dimono, Diamond DA20 in Diamond DA40 v razvoju.
Leta 2004 je Diamond predstavil svoje prvo večmotorno letalo Diamond DA42 Twin Star. Povpraševanje vladnih operaterjev je pripeljalo do razvoja Aeronautics Defence Dominator, brezpilotnega zračnega vozila (UAV) za srednje višine in dolge vzdržljivosti (MALE), ki se uporablja za zračni nadzor. Več let je podjetje razvijalo enomotorno zelo lahko reaktivno letalo Diamond D-Jet, namenjeno zasebnim in vojaškim strankam. Vendar se je zaradi velike recesije razvoj reaktivca upočasnil in leta 2013 so ga dokončno ukinili.
Diamond je leta 2017 kupilo kitajsko podjetje Wanfeng Aviation.